# Chanterelle
Chanterelle är en kommun i departementet Cantal i regionen Auvergne-Rhône-Alpes i mitten av Frankrike. Kommunen ligger  i kantonen Condat som ligger i arrondissementet Saint-Flour. År 2022 hade Chanterelle 99 invånare.

## Befolkningsutveckling
Antalet invånare i kommunen Chanterelle
Referens:INSEE